# Israel Gollancz

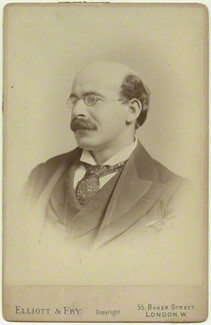
Retrato de Sir Israel Gollancz de los fotógrafos Elliot & Fry

Sir Israel Gollancz, FBA (13 de julio de 1863 - 23 de junio de 1930) fue un filólogo, erudito de la literatura inglesa temprana y de Shakespeare. Fue catedrático de Lengua y Literatura Inglesa en la universidad King's College de Londres, desde 1903 a 1930.
Gollancz nació en Londres, el 13 de julio de 1863, como el sexto de los siete hijos del rabí Samuel Marcus Gollancz (1820-1900), cantor de la sinagoga de Hambro, Londres, y su esposa Johanna Koppell. Fue hermano menor de Sir Hermann Gollancz, tío del editor Victor Gollancz, casandose en 1910 con Alide Goldschmidt.
Fue miembro fundador y primer secretario de la Academia Británica durante los años 1902 a 1930, y del comité para un Shakespeare Memorial Theatre (Teatro Conmemorativo de Shakespeare), que finalmente se convirtió en el Royal National Theatre de Londres, y fue director de la Early English Text Society. Editó el "Templo" de Shakespeare, una edición uniforme de las obras completas en volúmenes de bolsillo que fue la edición de Shakespeare más popular de su época. En 1916, como Secretario Honorario del Comité del Tricentenario de Shakespeare, también editó Un libro homenaje a Shakespeare, una antología de respuestas a Shakespeare de eruditos, pensadores y otras figuras prominentes de todo el mundo. También produjo una traducción al inglés moderno del importante poema alegórico cristiano medieval Pearl, que teorizó que podría haber sido obra de Ralph Strode. Aportó obras al Diccionario de Biografía Nacional. Gollancz fue nombrado caballero en 1919. En 1922 pronunció la Conferencia Shakespeare de la Academia Británica.
Gollancz murió el 23 de junio de 1930 en Londres y fue enterrado en el cementerio judío de Willesden el 26 de junio. En el año de su muerte, la Academia Británica celebró una conferencia conmemorativa en su nombre, en la que revelaron un busto de Sir Israel. La Academia Británica otorga el premio Sir Israel Gollancz de Estudios Ingleses Tempranos.

## Obituario
- «Sir Israel Gollancz Early And Middle English (transcript)». The Times (London). 24 de junio de 1930. p. 16; col D.